# Gauré
Gauré (em occitano:  Gaure) é uma comuna francesa na região administrativa da Occitânia, no departamento do Alto Garona. Estende-se por uma área de 13.47 km², com 481 habitantes, segundo o censo de 2018, com uma densidade de 36 hab/km².